# Chrysobothris chlorocephala
Chrysobothris chlorocephala es una especie de escarabajo del género Chrysobothris, familia Buprestidae. Fue descrita científicamente por Gory en 1841.
Mide 5-7 mm. Se encuentra en el este de América del Norte. Las larvas se encuentran en Amelanchier, Betula, Carya, Quercus, Vitis.